# Ophioscolex purpureus
Ophioscolex purpureus är en ormstjärneart som beskrevs av Magnus Wilhelm von Düben och Johan Koren 1846. Ophioscolex purpureus ingår i släktet Ophioscolex och familjen skinnormstjärnor. Inga underarter finns listade i Catalogue of Life.